# Cremersia
Cremersia, monotipski biljni rod iz porodice gesnerijevki smješten u podtribus Columneinae, dio tribusa Gesnerieae.. Jedina vrsta je C. platula, endem iz Francuske Gijane 
Dio je podtribusa Columneinae.

## Etimologija
Rod je nazvan nazvan po Georgesu Cremersu, botaničaru koji je sakupljao bilje u Francuskoj Gvajani kasnih 1970-ih.

## Opis
To je kopneno zeljasto bilje. Listovi nasuprotni, jajasto-eliptični, žilanje perasto, puči razbacane. Prašnici 4, filamenti prirasli uz bazu vjenčića, prašnici spojeni u tetradu, teke se odvajaju uzdužnim prorezima. Nektarij prstenasti s dorzalnom žlijezdom. Jajnik gornji, vrh savijen na vrhu, stigma glavičasta. Plod je suha čahura, koja se lokulicidno odvaja, otvara se do 180°, sjemenke s kratkim, debelim funikulima. Broj kromosoma nepoznat.